# Olga Samaroff
Olga Samaroff (née Lucy Mary Agnes Hickenlooper) est une pianiste classique, Critique musicale et professeur américaine née le 8 août 1880 à San Antonio au Texas et morte le 17 mai 1948 à New York.
Le chef d'orchestre Leopold Stokowski, avec lequel elle vécut de 1911 à 1923, fut son second mari. Stokowski la quitta pour l'actrice Greta Garbo, ce qui provoqua un scandale faisant la une des journaux. Samaroff ne se remit jamais complètement de cette infidélité et se réfugia ensuite dans la consolation de ses amis George Gershwin, Irving Berlin, Dorothy Parker et Cary Grant.
Elle enseigna au Conservatoire de Philadelphie et en 1924 devint membre de la faculté de la toute nouvelle Juilliard School à New York.
Parmi ses élèves les plus célèbres, on peut noter William Kapell, Rosalyn Tureck, Jerome Lowenthal, Eugene List et Alexis Weissenberg.